# Desiderio de Langres
San Desiderio en latín Desiderius, obispo de Langres
Era un pobre paisano de una aldea inmediata a Génova. Se ocupaba en arar la tierra a fines del siglo IV al tiempo que el pueblo de Langres (Gallia romana), habiendo muerto su obispo, fue inspirado, según se dice, a ir a quitar del mismo arado a Desiderio para exaltarlo sobre la cátedra episcopal de su iglesia. 
El santo varón pasó a tomar posesión de esta dignidad y cumplió con todas las obligaciones inherentes a ella con un celo verdaderamente apostólico. Se cree que de simple e ignorante que era, llegó a ser un gran doctor e intérprete docto de las Sagradas Escrituras.
Padeció el martirio por la fe, imperando Honorio. Los vándalos, asolando las Galias, le quitaron la vida en un lugar que el día de hoy lleva su nombre: Saint-Dizier, en la Champaña. 
Las actas de la vida de San Desiderio compuestas por Warner no tienen gran autoridad. No se sabe ciertamente en qué tiempo gobernaba la iglesia de Langres. Algunos dicen fue en tiempo del emperador Galieno; otros que vivió en el siglo IV y algunos en el V y fechan su martirio en el año 409, cuando los alanos, suevos y vándalos asolaron las Galias. 
Su fiesta se hace el 23 de mayo.